# Antonio Rodríguez Basulto
Antonio Rodríguez Basulto (Àvila, 1945) és un polític espanyol. Estudià a Alfaro i a Saragossa i va obtenir el títol de Diplomat en Tecnologia d'Aliments pel IOAT i Tècnic Superior en Direcció i gestió de Màrqueting per l'escola internacional de negocis CESTE.
Va treballar com a director tècnic en diverses fàbriques de conserves a Badajoz, Múrcia, Navarra i La Rioja i va fundar diverses cooperatives i asocietats alimentàries, entre elles Diasa Industrial i Laboratoris Lac, de les quals actualment és President.
Durant la transició democràtica espanyola fou alcalde d'Alfaro per la UCD, Diputat Provincial de Logronyo i President de La Rioja sis mesos durant el règim de preautonomia. Durant el seu mandat demanà al ministre de defensa, Narcís Serra i Serra, un nou emplaçament per a les instal·lacions militars de Logronyo.